# ساكاكي
ساكاكي  هي بلدية في اليابان، وبلدة في اليابان، تقع في ناغانو، ومقاطعة هانيشينا، هي عاصمة Sakaki Domain ‏، بلغ عدد سكانها 14,506  نسمة وذلك حسب إحصائيات سنة 2018، تبلغ مساحتها 53.64 كيلومتر مربع.